# Zygothrica joeyesco
Zygothrica joeyesco är en tvåvingeart som beskrevs av David Grimaldi 1987. Zygothrica joeyesco ingår i släktet Zygothrica och familjen daggflugor. Inga underarter finns listade i Catalogue of Life.